# 吳經國
吳經國（1946年10月18日—），生於中華民國重慶市，籍貫江蘇蘇州，體育界人士。1988年當選為國際奧林匹克委員會（IOC）委員，在2020年3月請辭前，是全體101名國際奧會委員中為排名第7位的資深委員。2012年在祕密投票中以20票對8票擊敗對手獲提名為最重要決策機構的國際奧會執行委員會委員（主席為當然執委外，另有4名副主席及10名執委，任期為四年，得連選、連任1屆），名單並經2012年倫敦奧運開幕前的年會出席委員過半數會員投票確認，是中華臺北代表首次出任國際奧會執委席位。2008年北京奥运会闭幕一周年之际，筹建创办并担任天津大港奥林匹克博物馆馆长。

## 生平
其父吳逢祥，曾任中華民國軍官，來自江蘇蘇州；其母李才傑，是教師，來自四川。在對日抗戰期間，兩人畢業於重慶的國立中央大學，與蔣緯國為好友。兩人婚後生有6子一女，其子女共獲得8個碩士學位、6個博士學位，吳逢祥也因此被人稱為「博士之父」。吳經國在重慶出生，為家中長子，其弟吳建國、吳緯國。
因為國共內戰，其家庭於1947年移居臺灣。吳經國於1970年畢業於東海大學建築系，在大學期間，任東海大學籃球隊隊長，並經常打網球、高爾夫球及壁球。1971年赴英國牛津布魯克斯大學建築學院留學，1977年獲得英國利物浦大學建築研究所博士學位。
1980年開始代表台灣參加國際體育組織，1988年當選為國際奧林匹克委員會委員。曾擔任過國際奧會屬下共9個委員會（國際奧林匹克學院委員會、文化委員會、1998年日本長野冬季奧運協調委員會、文化教育委員會、郵幣珍藏品委員會、奧運會改革委員會、2008年北京奧運協調委員會、2016年奧運城市申辦評估委員會、2016年里約奧運協調委員會）的委員職務。
2006年11月起擔任國際拳擊協會（AIBA）主席。在2011年以首席顧問的身份與超馬好手林義傑與中華地球探索保護協會張志龍投入「擁抱絲路」活動，積極協調絲路沿線各國奧會提供長跑團隊全程協助，期望喚起世人注意水資源的問題。
2013年5月23日，吳經國宣布參選國際奧林匹克委員會主席，引起國際間重視，法新社、美聯社和德新社等40多家國際媒體報導此事。同年9月10日，国际奥委会第125次全会在阿根廷首都布宜诺斯艾利斯投票选出第九任国际奥委会主席，吳經國在首轮投票中败选，最後由托马斯·巴赫当选。
2020年3月17日，國際奧會發表聲明，依《奧林匹克憲章》第16.3.1條同意吳經國因健康因素請辭國際奧林匹克委員會委員，感謝其30多年來的貢獻。

## 爭議
2016年里約奧運拳擊項目，接連出現批評裁判不公的情形，國際拳擊協會（國際拳總）下令撤換部分裁判，坦承他們出現一些不合乎標準的判決。英國《衛報》甚至引用消息來源，指國際奧會(IOC)執行委員、同時也是國際拳擊協會主席吳經國必須下台。
2017年1月國際拳總主要兩大投資方求償3千萬美金，加上國際拳總財務狀況不佳，有破產的可能性。

2017年8月吳經國歷經國際拳總執行委員會停權、相互提告、和解撤銷訴訟後，提出辭呈。 
2018年10月國際拳擊協會執行委員會於10月1日決定將對前主席吳經國以及前秘書長金浩發起終生禁令。該決定於11月提交給AIBA大會進行投票表決。 
2021年9月受國際拳總委託Prof Richard McLaren之調查報告第一階段 （页面存档备份，存于）公開，指出里約奧運當時的主席吳經國與執行主委Karim Bouzidi是讓拳擊判決操弄蓬勃發展的關鍵人物。後續調查報告預計於2021年11月及2022年3月陸續發布。

## 外部連結
- 吳經國在国际奥林匹克委员会的资料
- AIBA President - Dr. Ching-Kuo Wu, INTERNATIONAL BOXING ASSOCIATION
- Prof Richard McLaren之調查報告 （页面存档备份，存于）